# Marcel Vanaudenhove
Marcel Vanaudenhove (Diest, 1 juni 1912 - Brussel, 20 oktober 2004) was een Belgisch bankier. Van 1959 tot 1979 stond hij aan het hoofd van het Gemeentekrediet.

## Biografie
Marcel Vanaudenhove was een broer van ondernemer en liberaal politicus Omer Vanaudenhove. Zijn andere broer Albert bouwde samen met Omer het familiebedrijf in schoenen tot Euro Shoe Group uit.
Hij trad in 1941 in dienst van het Gemeentekrediet. Van 1944 tot 1945 was hij ook korte tijd kabinetschef van minister van Financiën Franz de Voghel. In 1959 kwam hij aan de leiding van het Gemeentekrediet te staan. Na 20 jaar aan het hoofd van de bank werd hij door François Narmon opgevolgd.
Tussen 1990 en 1992 verscheen zijn driedelige geschiedenis van het Gemeentekrediet, Geschiedenis van de gemeentefinanciën in de economische, financiële en sociale evolutie van België 1918-1985.
Vanaudenhove was ook lid van de Commissie voor het Bank- en Financiewezen en lid van de Hoge Raad van Financiën.